# U gori raste zelen bor (1971.)
U gori raste zelen bor hrvatski je dugometražni film iz 1971. godine.
Jedan je od prvih partizanskih filmova kojim se napušta idealizirani pogled na partizansku borbu. Film radije prikazuje realistično stanje u kojem partizani nisu nacionalno neutralni, već je jasno prikazana njihova nacionalna pripadnost te prisutnost netrpeljivosti. Film je umjesto veličanja narodne borbe zauzeo proturatni stav.

## Radnja
Radnja filma se odvija na području panonske Hrvatske za vrijeme Drugog svjetskog rata. Komunist Ivan dolazi kao politički povjerenik u partizansku bojnu pod zapovjedništvom partizana Dikana. Usprkos razlikama u stajalištima, brzo se sprijatelji sa zapovjednikom tog odreda. Radnja filma se usredotočuje na odnos Dikana i Ivana te Ivanovo prilagođavanje surovom ratu koji se vodi na tom području. Radnja filma se uglavnom odnosi na plan evakuacije Glavnog stožera i Dikanovu osobnu osvetu domobranskom časniku srpskog podrijetla, koji je neizravno odgovoran za smrt jednog njegovog vojnika.

## Uloge
- Boris Dvornik – Dikan
- Ivica Vidović – Ivan
- Charles Millot – Domobranski časnik
- Boris Buzančić – Ivo Jurica
- Mate Ergović – Nikola zvani Miš
- Zvonimir Lepetić – harmonikaš Jura
- Inge Appelt – Mara
- Ilija Ivezić – Ićan Likota
- Kole Angelovski – Markeza
- Fabijan Šovagović – Lazo
- Zvonko Lepetić – Jura
- Uglješa Kojadinović – Ustaša
- Edo Peročević – Ustaša
- Franjo Fruk – Zapovjednik utvrde Grabovac
- Đuro Utješanović – Učitelj
- Rade Šerbedžija – Domobranski časnik
- Kruno Valentić – Domobran Štef
- Petar Dobrić – Domobran
- Mirko Boman – Domobran
- Branka Vrdoljak – Ivanova supruga
- Nada Subotić – Nikolina supruga

## Nagrade
- Velika srebrna arena (Pulski filmski festival)[1]
- Srebrna arena za glumca (Pulski filmski festival; Boris Dvornik)[1]
- Grand prix „Ćele kula” (Niš 71'; Boris Dvornik)[1]
- Diploma za ton (Pula 71'; Marijan Meglič)[1]
- Nagrada publike „Jelen” (tjednik VUS)[1]